# Местр, Ксавье де (арфист)
Не путать с Ксавье де Местр (писатель)
Ксавье де Местр (фр. Xavier de Maistre, род. 22 октября 1973 года) — французский арфист.

## Биография

### Образование
Местр начал обучаться игре на арфе в 9-летнем возрасте в консерватории своего родного города Тулона. Позже он отправился в Париж, чтобы усовершенствовать свою технику с Жаклин Боро и Кэтрин Мишель, делая это параллельно с изучением политических наук и экономики в Лондонской школе экономики.

### Карьера
В шестнадцать лет Местр выиграл свой первый международный конкурс в Париже, а затем получил награды на международных конкурсах, проводимых в Кардиффе, Мюнхене, Вене и Иерусалиме. В 1998 году он был удостоен первой премии и двух премий по интерпретации на Международном конкурсе арфистов в Блумингтоне — самом престижном конкурсе арфистов в мире, проводимом в США. Позже в том же году Местр стал первым французским музыкантом, вступившим в ряды престижного Венского филармонического оркестра.
В качестве солиста Местр выступал с многочисленными оркестрами под управлением таких выдающихся дирижеров, как Риккардо Мути, Даниэле Гатти, сэр Саймон Рэттл, сэр Андре Превен, Генрих Шифф, Антони Рос-Марба, Бертран де Билли, Вальтер Уэллер, Гилберт Варга, Жозеп Понс и Филипп Джордан, и других. Он стал первым арфистом, выступившим в качестве солиста на одном из подписных концертов Венской филармонии в мае 2002 года.
Местра также приглашали выступить на многих ведущих европейских фестивалях, в том числе фестивали в Шлезвиг-Гольштейн, Зальцбурге, Рейнгау, Вене и Вербье, Будапештском весеннем фестивале и Вюрцбургском фестивале Моцарта. Среди музыкантов, с которыми он выступал, — Юрий Башмет, Кэтлин Битва, Ингольф Тюрбан, Энн Гастинел, Диана Дамрау и Барбара Бонни; он также выступал с такими актерами, как Питер Симонищек и Андреа Йонассон.
В рамках своего тура с Венским филармоническим оркестром под руководством дирижера Даниэля Гатти в 2009 году, Местр выступил в качестве солиста в Амстердамском Концертгебау, Кельнской филармонии и Венском Концертхаусе. Он также выступал на концертах с Национальным оркестром Франции под руководством Риккардо Мути в Театре Елисейских Полях; серия концертов с Дианой Дамрау в Festspielhaus в Баден-Бадене, Парижской опере, Ла Скала и Musikhalle в Гамбурге и концертов с Бо Сковхусом в Semperoper в Дрездене, Tonhalle в Дюссельдорфе и Музикферайн в Вене.

### Как учитель
Местр преподавал в Гамбургской музыкальной академии с 2001 года. Кроме того, он регулярно проводил мастер-классы в нью-йоркской Джульярдской музыкальной школе, Токийском университете Тохо и Лондонском музыкальном колледже Тринити.